# Floris Claesz van Dijck
Pour les articles homonymes, voir Floris.
Floris Claesz van Dijck, né vers 1575 à Delft ou Haarlem et mort le 26 avril 1651 à Haarlem, est un peintre néerlandais. Il est considéré comme un des représentants du siècle d'or néerlandais.
Il vit quelques années à Haarlem. On ne connaît que peu de choses de sa formation si ce n'est qu'il a dû probablement se rendre en Italie.
Il est spécialiste de natures mortes, souvent avec du fromage et des fruits.

## Peintures

Œuvres de Floris Claesz van Dijck
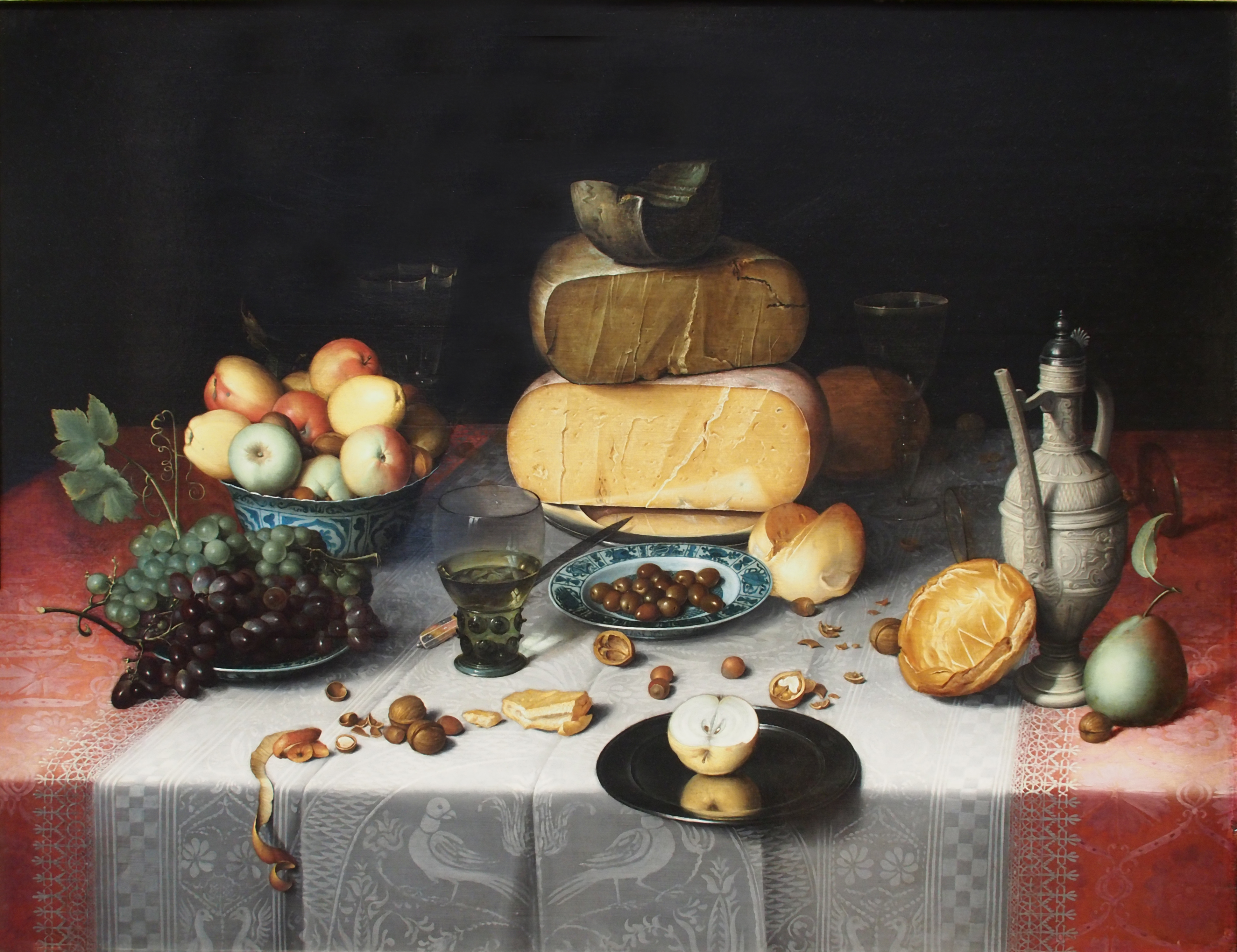
Nature morte aux fromages (1615), huile sur panneau de bois (82,2 × 111,2 cm), Amsterdam, Rijksmuseum.
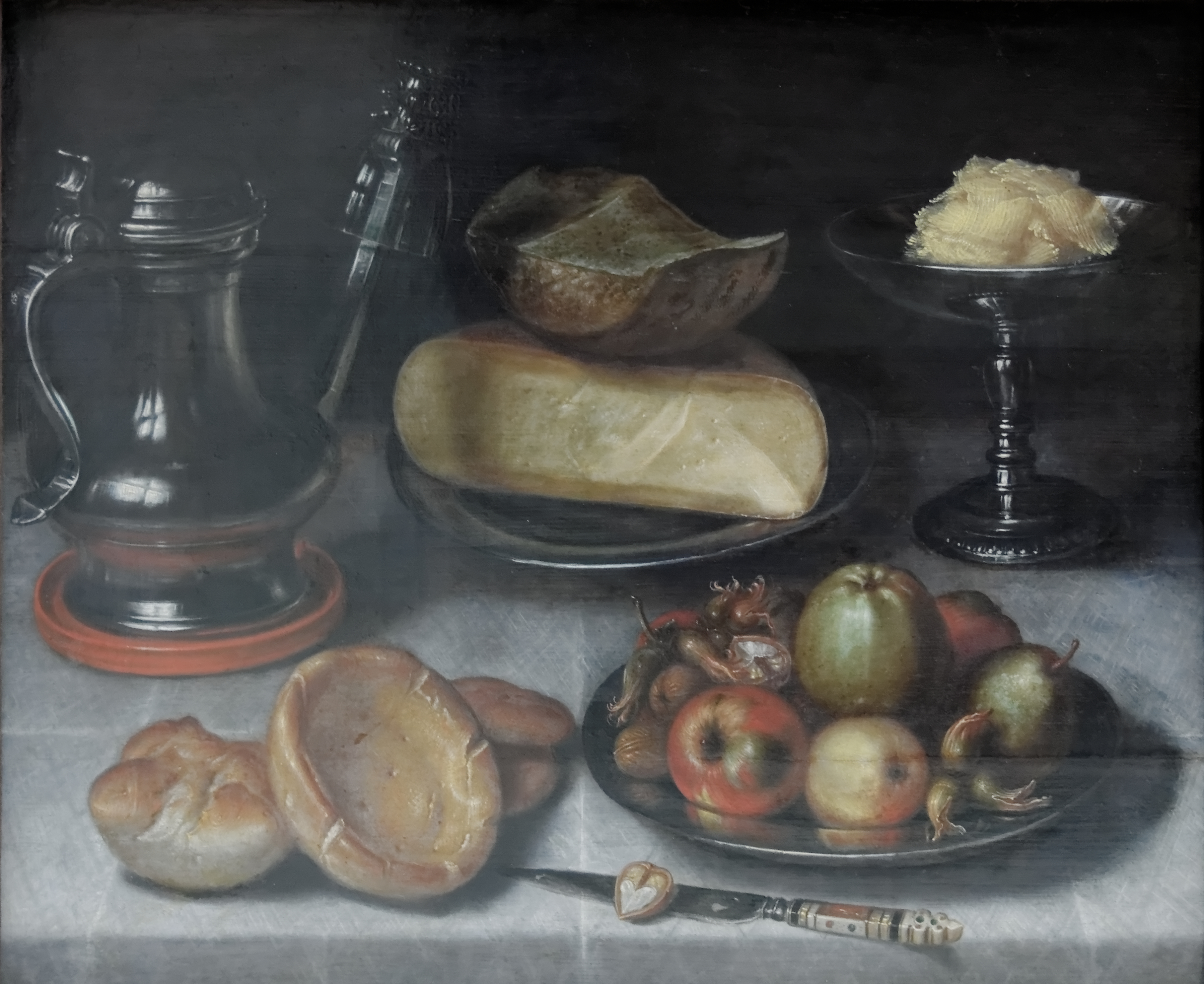
Nature morte avec pot en étain, fruits et fromages (c 1615-1620). Musée des beaux-arts de Budapest